# Гулієлмос Фонданас
Гулієлмос Фонданас (грец. Γουλιέλμος Φοντάνας) — грецький дипломат, консул Греції на Балканах, Близькому Сході та в місті Одеса.

## Життєпис
З 1865 року на дипломатичній службі в якості стажера. З 1869 року служив секретарем у посольстві в Константинополі, а з 1877 року — в консульстві в Бейруті. Потім був консулом у Порт-Саїді (Османський Єгипет) з 1882 року, у Галаці (Румунія) з 1884 року та в Таганрозі з 1888 року.
З березня 1889 по серпень 1890 років був консулом у Битолі. Він намагався стабілізувати еллінізм серед болгарського та волоського населення. За наказом міністра закордонних справ Стефаноса Драгуміса він об’їздив Бітольський регіон і написав звіти про позиції еллінізму та заходи, які необхідно використати. Його доповіді описують дорожню мережу Битолі, етнічну самобутність населення, дії румунської пропаганди серед волоського населення, стан грецької освіти, конфлікти, що перешкоджають розвитку грецьких муніципалітетів. Відвідував Крушево, Корчу, Касторію, Хрупішту, Клісуру, Пісодер, Флорина та Охрид.
На початку січня 1891 року прибув консулом до Ларнаки (Британський Кіпр). Газета «Алісія» пише про його призначення, що він відрізняється великою майстерністю та патріотизмом. На Кіпрі він працював над зміцненням грецької освіти і зробив великий внесок у створення середньої школи для дівчат. У квітні 1892 року його викликали в міністерство закордонних справ Греції, і на Кіпрі його замінив Георгій Мавроідіс.
У вересні 1892 року він був призначений в Бейрут, а в 1895 році став генеральним консулом. Потім був консулом у Пловдиві з 1899 року та в Едірне з 1904 року. У 1907 році він став генеральним консулом у Цетинє (Чорногорія), де залишався до кінця 1907 року, коли був викликаний до Міністерства закордонних справ Греції. У 1910 році був призначений консулом в українському місті Одеса, часів Російської імперії.